# غل خانة (حسينية انديمشك)
غل خانة (بالفارسية: گلخانه) هي منطقة سكنية تقع في إيران في قسم حسینیة الريفي. يقدر عدد سكانها بـ 377 نسمة .